# Бекетовський
Бекетовський (рос. Бекетовский) — селище в Горшеченському районі Курської області Російської Федерації.
Населення становить 150 осіб. Входить до складу муніципального утворення Солдатська сільрада.

## Історія
Населений пункт розташований на території українського етнічного та культурного краю Східна Слобожанщина.
Від 2004 року входить до складу муніципального утворення Солдатська сільрада.

## Населення
| 2002 | 2010 |
| ---- | ---- |
| 195  | ↘150 |